# Peperomia pringlei
Peperomia pringlei är en pepparväxtart som beskrevs av C. Dc.. Peperomia pringlei ingår i släktet peperomior, och familjen pepparväxter. Inga underarter finns listade i Catalogue of Life.